# سینا عطاییان دنا
سینا عطاییان دنا (متولد ۱۳۶۲ اهواز)، فیلم‌نامه‌نویس، تدوینگر و کارگردان سینمای ایرانی است.

## زندگی‌نامه
سینا عطاییان دنا در سال ۱۳۶۲ در اهواز متولد شد. در چهارده سالگی به تهران مهاجرت کرد. پس از دو سال و نیم تحصیل در رشته فیزیک، دانشگاه صنعتی خواجه نصیرالدین طوسی را نیمه کاره رها کرد. وی دانش‌آموخته کاگردانی سینما از دانشگاه سوره است. عطاییان دنا کار در سینمای حرفه‌ای را با ساخت انیمیشن و مدیریت جلوه‌های ویژه برای فیلم‌های سینمایی آغاز کرد. سپس کار تحقیق و توسعه برای ساخت چند عنوان بازی کامپوتری و همکاری با چندین نمایشگاه گروهی به عنوان ویدئو آرتیست و ساخت قطعات ویدویی برای تئاتر را در کنار ساخت چند انیمیشن کوتاه تجربه کرد. در سال ۱۳۸۸ از پایان‌نامه‌اش با عنوان تأثیر کامیک بوک بر سینما در کنار انیمیشن روتوسکپی (با نام مخصوصاً موسیقی) دفاع کرد. همان سال مخصوصاً موسیقی جایزه بهترین فیلم در بخش بین‌الملل جشواره فیلم تهران را صاحب شد. بعد از آن و برای چندین سال سینا عطاییان دنا ساخت تیزرهای تبلیغاتی، کارگردانی مجموعه‌های تلویزیونی و کنسرت و همایش را پی گرفت.

در مرداد ماه ۱۳۹۴ فیلم ما در بهشت (با عنوان بین‌المللی بهشت) محصول مشترک ایران و آلمان به کارگردانی عطاییان دنا در جشنواره بین‌المللی فیلم لوکارنو به نمایش درآمد.
فیلم عطاییان برای کسب یوزپلنگ طلا، با ۱۸ فیلم از سراسر دنیا رقابت خواهد کرد.
فیلمساز می‌گوید که این فیلم قسمت اول سه‌گانه او دربارهٔ خشونت در تهران است.

## فیلم‌شناسی
- یار دار[۷]
- مخصوصاً موسیقی[۸]
- ما در بهشت (محصول مشترک ایران و آلمان)[۹]

## جوایز
- برنده تندیس بهترین فیلم تجربی مسابقه بین‌الملل بیست و هفتمین جشنواره بین‌المللی فیلم کوتاه تهران[۱۰]